# Општина Добрун (Олт)
Добрун (рум. Dobrun) општина је у Румунији у округу Олт.
Oпштина се налази на надморској висини од 103 m.